# Limbach (Kirkel)
Limbach ist neben Kirkel-Neuhäusel und Altstadt einer der drei Ortsteile der Gemeinde Kirkel im saarländischen Saarpfalz-Kreis. Bis Ende 1973 war Limbach bei Homburg eine eigenständige Gemeinde im Landkreis Homburg.

## Lage
Der Ort liegt am Mutterbach am Südufer der Blies. Zu Limbach gehören die Siedlungen Bliesberger Hof und Bayerisch Kohlhof („Heefche“ genannt).

## Geschichte
Der Ort Limbach ist vermutlich zwischen dem 9. und 11. Jahrhundert entstanden. Er wurde 1219 erstmals urkundlich erwähnt. Allerdings befand sich der Ort nicht an der heutigen Stelle in der Talaue der Blies, sondern auf der gegenüberliegenden Seite, wo sich heute der Nachbarort Altstadt befindet. Um die Mitte des 13. Jahrhunderts setzte die Besiedlung auf dem heutigen Areal ein, die Gründe dafür liegen im Dunkeln. Über lange Zeit hinweg war für beide Ortschaften der gleiche Ortsname gebräuchlich, ehe 1434 urkundlich erstmals „die beiden Limbach, in der alten und nuwen statt“ unterschieden werden. Aus „Limpach zur alten statt“ entwickelte sich über „Alte Statt“ schließlich der Ortsname „Altstadt“. Offenbar zur Unterscheidung von anderen Orten mit gleichem Namen wird er 1323 lateinisch mit „Limpach in strata publica“ und 1387 als „Limpach uf der Straße“ bezeichnet, wobei freilich nicht  klar ist, um welchen der beiden Orte es sich tatsächlich handelte. Mit „strata publica“ war die uralte Straße (vielfach auch als Geleitstraße aufgeführt) gemeint, die von Metz in Lothringen her kommend über Saarbrücken und Kaiserslautern nach Mainz am Rhein führte, später unter Napoleon ausgebaut bzw. neu trassiert wurde und seither auch als Kaiserstraße bezeichnet wird.
Eine Urkunde aus dem Jahre 1386 erwähnt noch eine weitere Straße, die ebenfalls durch Limbach führte und vom Oberrhein her durch das Elsass und das östliche Lothringen nach Luxemburg führte. Daher war Limbach ein wichtiger Kreuzungspunkt. Von hier aus erhielten die Durchreisenden Geleitschutz. Gemäß der Urkunde von 1386 betrug die Geleitschutzgebühr damals für jedes Pferd 2 und für jede Achse 1 Schilling Straßburger Pfennige.
Der Ortsname hatte ursprünglich die Form Lientpach, Lindbach oder Limpach. „Lientpach“ wird als Ortsbezeichnung nach Ernst Christmann im Jahre 1295 genannt und als „Ansiedlung am Bach mit Lindenbäumen“ gedeutet. Diese Interpretation ist jedoch äußerst fragwürdig, zumal Linden von Natur aus nicht in Talauen oder als Ufergewächse vorkommen. Einleuchtender ist die Erklärung, dass „Limbach“ sich von althochdeutsch „limo“ – Schlamm, Lehm – herleitet. Als Orts- und auch Gemarkungsname ist „Limbach“ im deutschsprachigen Raum ungemein häufig.
Um das Jahr 1588 bestellte Pfalzgraf Johann Hanns Linder als Schultheiß und „Zollbereiter“ zu Limbach, dem als Wohnung das heute noch erhaltene „Geleithaus“ zugewiesen wurde und dessen Grabstein in der Limbacher Kirche erhalten ist. Zu dessen Aufgaben zählte das Überwachen der Straßen und das Einziehen der Geleitgebühren. An der Brücke, die zwischen Limbach und Altstadt über die Blies führt und Grenzübergang zwischen Nassau-Saarbrücken (Altstadt) und Pfalz-Zweibrücken (Limbach) war, wurde Geleitzoll erhoben, der für das Herzogtum Pfalz-Zweibrücken eine einträgliche Einnahmequelle darstellte. Um das Geleit und insbesondere wegen damit verbundenen Profite  gab es zwischen den benachbarten Herren von Pfalz-Zweibrücken und Nassau-Saarbrücken über ein Jahrhundert lang Streit. Dieser führte im Jahre 1591 fast zu blutigen Auseinandersetzungen. 1603 wurden die Streitigkeiten im Limbacher Abschied friedlich beigelegt. Die Verhandlungen, die von Repräsentanten verschiedener Herrschaften geführt wurden, fanden in der Limbacher Kirche statt. Sichtbare Zeugnisse dieses Staatsvertrages sind zwei denkmalgeschützte Grenzsteine im Altstadter Wald gegen Erbach zu, die auch die Jahreszahl 1603 tragen.
Im Dreißigjährigen Krieg (1618–1648) wurde das Dorf Limbach zerstört. Erst etwa ab Beginn des 18. Jahrhunderts ging es wieder kontinuierlich bergauf. Jedoch gab es auch in dieser Zeit kriegerische Auseinandersetzungen. Nach dem Frieden von Campo Formio im Jahre 1797 kam das linksrheinische Gebiet an Frankreich und wurde nach französischem Vorbild gegliedert. Limbach wurde dabei Sitz einer Mairie und erlangte dadurch wieder größere Bedeutung. Der Zuständigkeitsbereich umfasste die Orte Altstadt, Kleinottweiler und Niederbexbach bis hin nach Oberbexbach. Nach Napoleons Niederlage 1815 bei Waterloo war das Ende der französischen Herrschaft gekommen und Limbach wurde nach dem Wiener Kongress als Ortschaft in „Rheinbayern“, der späteren Pfalz, dem Königreich Bayern  zugeordnet. Die Grenze zwischen Bayern und Preußen verlief zwischen der Limbacher Annexe Bayerisch Kohlhof und dem Preußischen Kohlhof.

### Eingemeindung
Bis Ende 1973 war Limbach eine eigenständige Gemeinde mit dem offiziellen Namen Limbach bei Homburg. Sie wurde im Zuge der Saarländische Gebiets- und Verwaltungsreform am 1. Januar 1974 mit Kirkel-Neuhäusel und Altstadt zur neuen Gemeinde Kirkel zusammengeschlossen.

### Eingliederung von Bayerisch Kohlhof
Nach einer wechselhaften Geschichte gehört die Siedlung Bayerisch Kohlhof seit 1985 wieder zu Limbach.
Der Bayerisch Kohlhof wurde im Zuge der Gebietsreform von 1974 der Kreisstadt Neunkirchen angegliedert. Gegen die Abtrennung hatte die neue Gemeinde Kirkel eine Verfassungsbeschwerde beim Verfassungsgerichtshof des Saarlandes eingelegt. Diese wurde mit Urteil vom 17. November 1975 zurückgewiesen. Im Februar 1980 hat die Gemeinde Kirkel mit Unterstützung der „Bürgerinitiative Bayerisch Kohlhof“ ihr Begehren auf die Rückgliederung der bewohnten Ortslage vom Bayerisch Kohlhof an Parlament und Landesregierung gerichtet. Im Juli 1982 sprachen sich in einer nach Wahlrechtsgrundsätzen durchgeführten Bürgerbefragung 93,5 % der „Höfches“ für die Rückgliederung an Limbach aus. Die Landesregierung erließ schließlich am 10. Mai 1983 eine entsprechende Rechtsverordnung. In dem anschließenden Rechtsstreit wurde die Rechtsverordnung am 30. Januar 1984 für nichtig erklärt. Am 23. Januar 1985 erließ der Landtag des Saarlandes ein formelles Gesetz, das den Bayerischen Kohlhof ab 1. April 1985 wieder der Gemeinde Kirkel angliederte. Auch dagegen legte die Stadt Neunkirchen nochmals Verfassungsbeschwerde beim Verfassungsgerichtshof des Saarlandes ein, die mit Urteil vom 27. November 1985  abgelehnt wurde.

## Einwohner
Am 31. Dezember 2012 hatte Limbach  3902 Einwohner, davon 2029 männlich und 1873 weiblich. Von den Einwohnern sind 3732 Deutsche und 170 Ausländer. Die Religionszugehörigkeit beträgt 1161 römisch-katholisch, 1983 evangelisch, 219 sonstige und 539 ohne Religion.

## Verkehrsanbindung
Limbach liegt an der Landesstraße L119 zwischen Kirkel und Homburg und an der L114 nach Neunkirchen und der L116 nach Bexbach. Es gibt einen direkten Anschluss an die Autobahn A8, die Anschlussstelle Limbach. Auf dem Gemeindegebiet liegt das Autobahnkreuz Neunkirchen, bei dem sich die Autobahnen A6 (Mannheim – Kaiserslautern – Saarbrücken) und A8 (Karlsruhe – Neunkirchen – Luxemburg) kreuzen.
Der Limbacher Bahnhof liegt an der elektrifizierten Bahnstrecke Mannheim–Saarbrücken. Diese Strecke erschließt auch die Mittelzentren Homburg und St. Ingbert sowie die Landeshauptstadt Saarbrücken. Die Fahrkartenausgabe erfolgt durch Automaten.
Regionalbusse der Deutschen Bahn AG und der Neunkircher Verkehrs-AG bieten Verbindungen nach Neunkirchen, Homburg, Blieskastel und Bexbach.

## Wirtschaft
Limbach ist Unternehmenssitz der CASAR Drahtseilwerk Saar GmbH, des Weltmarktführers für Spezialdrahtseile.

## Sehenswürdigkeiten

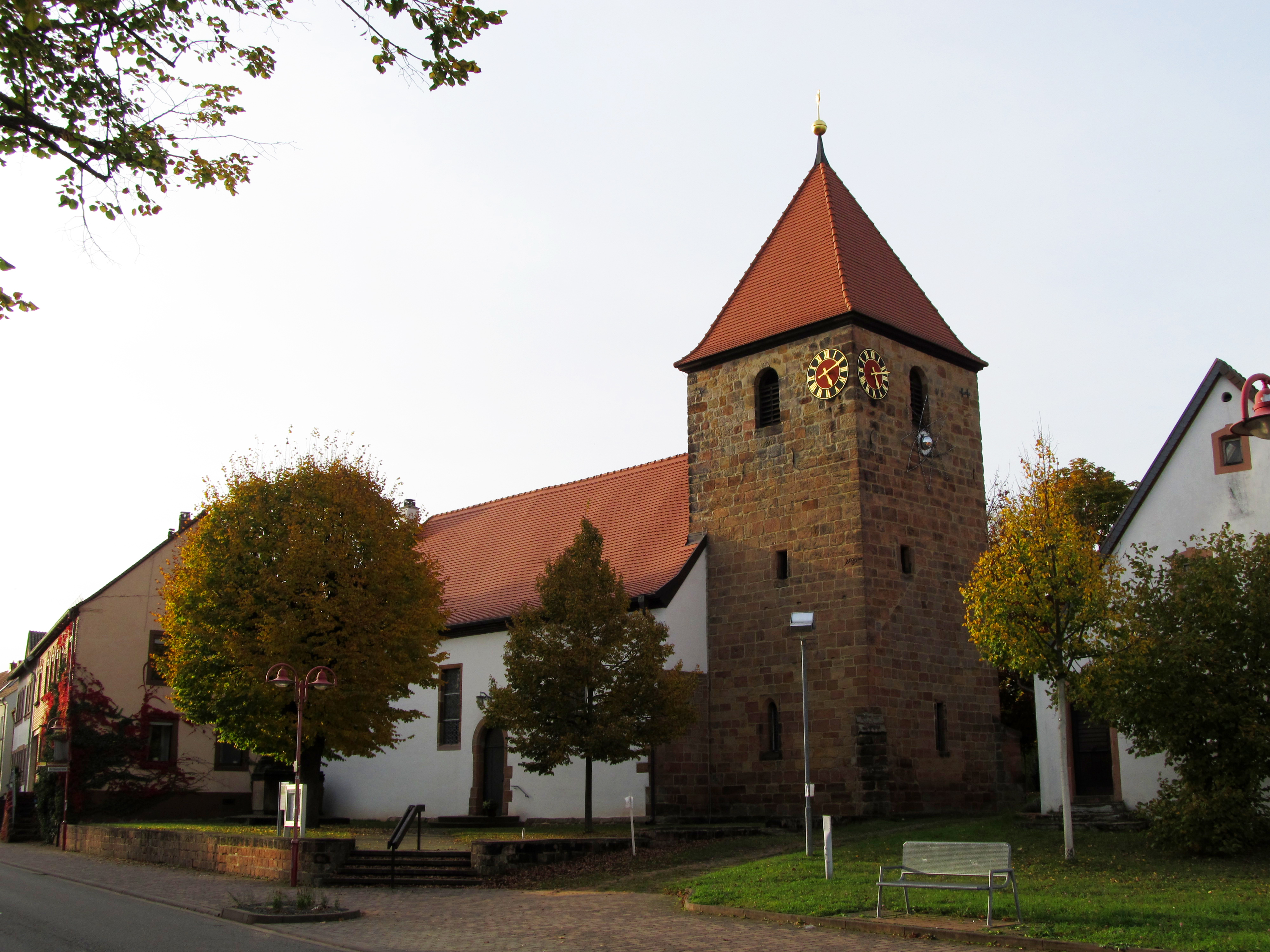
Die Elisabethkirche in Limbach

Das Untergeschoss des Turmes der evangelischen Elisabethkirche stammt aus dem 13. Jahrhundert. Der Bau des Kirchenschiffes erfolgte im 18. Jahrhundert. Die Kirche ist in der Denkmalliste des Saarlandes als Einzeldenkmal aufgeführt.

### BaudenkmalLimbacher Mühle

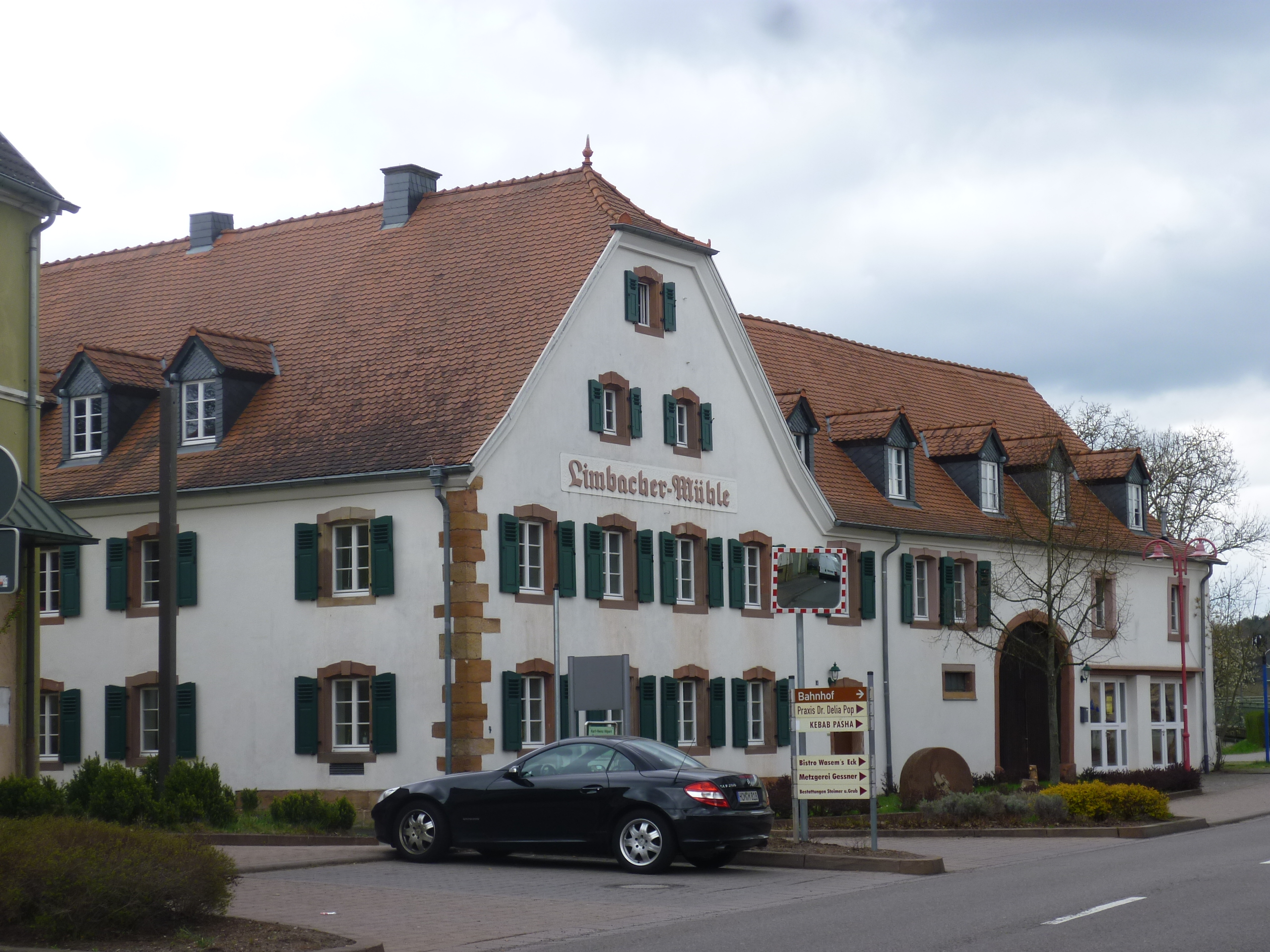
Limbacher Mühle

Die Limbacher Mühle wird erstmals im Jahr 1219 in Zusammenhang mit dem Ort „Limpach“ und dem Kloster Wörschweiler erwähnt. Die Dorfmühle war in der Neuzeit im Besitz der Kirchenschaffnei Zweibrücken. Nach dem Dreißigjährigen Krieg betrieb von 1776 bis 1931 die Müllerfamilie Weber die Mühle. Der letzte Müller war Alfred Bohn, der die Mühle zu einem florierenden Betrieb erweiterte und das alte Wasserrad durch eine Wasserturbine ersetzte. Diese wurde bis zum Jahre 1963 betrieben, bevor sie aufgrund des Mühlenkartells stillgelegt wurde. Im Jahre 1988 erwarb die Gemeinde Kirkel die Mühle. Im Obergeschoss befindet sich ein offizielles Trauzimmer des Standesamtes Kirkel. Weiterhin führt ein Förderverein Veranstaltungen und Kreativkurse durch.

## Naturschutzgebiete

### Limbacher Sanddüne

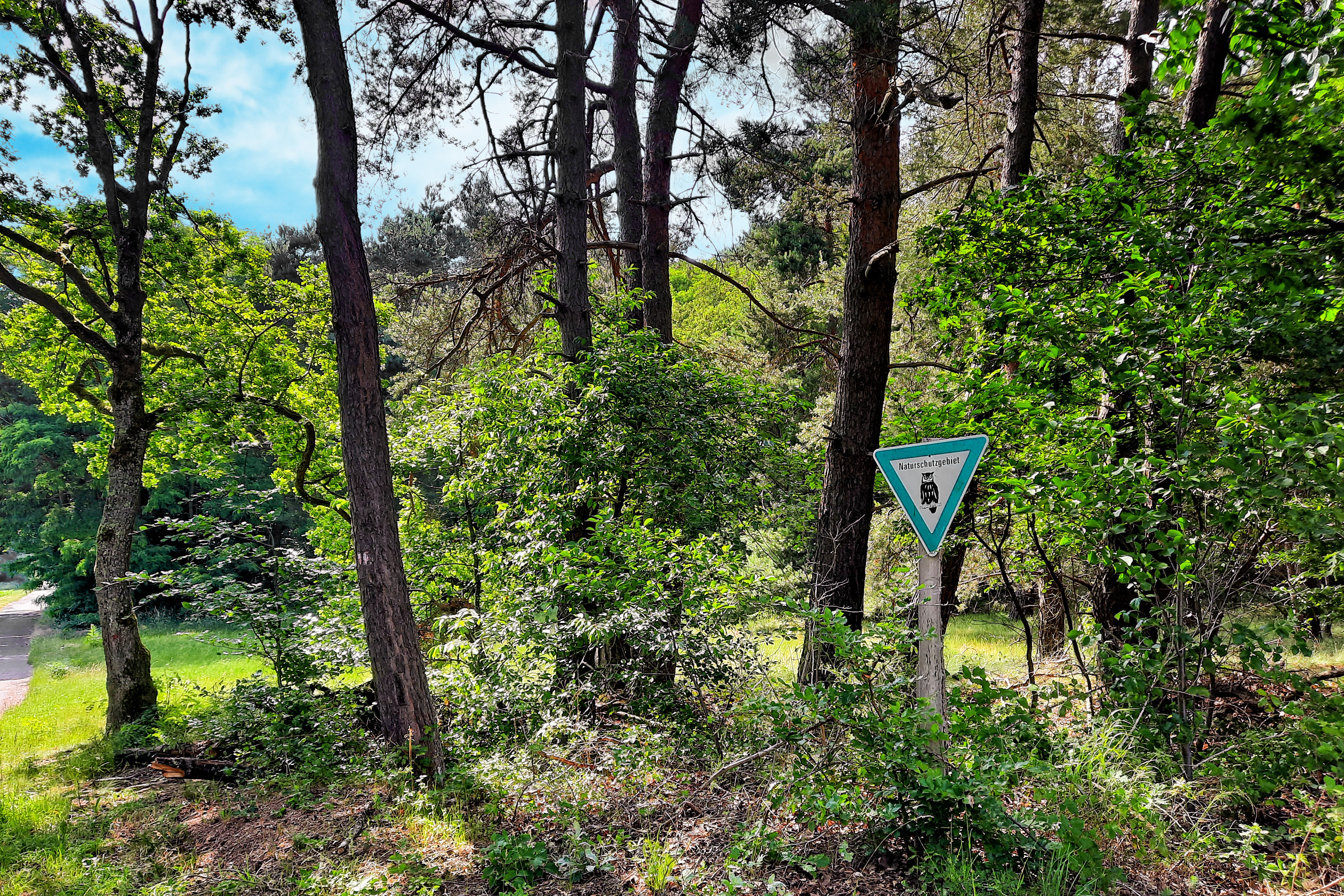
Naturschutzgebiet Limbacher Sanddüne

Mit Verordnung vom 20. Dezember 1985 wurde die Limbacher Sanddüne unter Schutz gestellt. Als Schutzzweck wird genannt:

„die Erhaltung, Förderung und Entwicklung einer ausgedehnten Flugsanddüne mit charakteristischen Vegetationsgesellschaften. Besondere Bedeutung kommt der Sicherung von Sandrasenfluren mit zahlreichen seltenen, in ihrem Bestand bedrohten Pflanzen- und Tierarten sowie der Förderung noch vorhandener Reste von naturnahen Sandkieferwäldern zu.“

## Einrichtungen
- Solarfreibad in Limbach
- Grundschule Kirkel-Limbach
- Gemeinschaftsschule Kirkel-Limbach
- Dorfhalle Limbach
- Rathaus der Gemeinde Kirkel

## Söhne und Töchter von Limbach
- Robert Bach (1901–1976), Gewerkschafter und Politiker (SPD)
- Uwe Freiler (* 1966), Fußballspieler
- Fritz Grub (1883–1962), Bäckermeister, Politiker der Christlichen Volkspartei des Saarlandes
- Theobald Hock (1573–1624), politischer Agent und deutscher Lyriker.
- Marcus Imbsweiler (* 1967), Schriftsteller und Musikredakteur
- Karl Merkel (1903–1937), Kommunist, Widerstandskämpfer gegen den Nationalsozialismus, Freiwilliger im Spanischen Bürgerkrieg
- Christian Weber (1840–1939), Kaufmann und Gründer der Karlsberg-Brauerei
- Wilhelm Weber (1918–1999), Kunsthistoriker und bildender Künstler.